# سیارک ۲۱۲۹۰
سیارک ۲۱۲۹۰ (به انگلیسی: 21290 Vydra، نامگذاری:1996VR1) بیست و یک هزار و دویست و نودمین سیارک کشف شده‌است که در ۹ نوامبر ۱۹۹۶ کشف شد.
قدر مطلق سیارک برابر ۱۶.۲ است.